# Seneffe
Seneffe (valonă Sinefe) este o comună francofonă din regiunea Valonia din Belgia. Comuna Seneffe este formată din localitățile Seneffe, Arquennes, Familleureux, Feluy și Petit-Rœulx-lez-Nivelles. Suprafața sa totală este de 62,77 km². La 1 ianuarie 2008 avea o populație totală de 10.729 locuitori. 
Comuna Seneffe se învecinează cu comunele Braine-le-Comte, Chapelle-lez-Herlaimont, Courcelles, Ecaussinnes, La Louvière, Le Roeulx, Manage, Pont-à-Celles și Nivelles.

## Localități înfrățite
- Franța: Penne-d'Agenais.